# Namyslovský mír
Namyslovský mír, známý též jako „Smlouva z Namyslova“, byl uzavřen 22. listopadu 1348 ve slezském městě Namysłów mezi českým králem Karlem IV., polským králem Kazimírem Velikým a svídnicko-javorským vévodou Bolkem II. Malým. Dohoda ukončila polsko-českou válku zahájenou v roce 1345 Janem Lucemburským vpádem do svídnického vévodství.
Po obnovení království v Polsku v roce 1295 došlo mezi Českem a Polskem ke sporům o nadvládu ve Slezsku, které skončily Trenčínskou smlouvou uzavřenou v roce 1335. Namyslovskou smlouvou z roku 1348 byla potvrzena Trenčínská smlouva, v níž se Kazimír Veliký „navěky“ vzdal historicko-politických a dědičně-dynastických práv na Slezsko a český král Jan Lucemburský se na oplátku vzdal nároků na polský trůn.
Záměr, aby vratislavské biskupství spadalo pod pražské arcibiskupství, se nepodařilo uskutečnit.
V roce 1372 Ludvík I. Veliký, který byl od roku 1370 polským králem, potvrdil trenčínskou a namyslovskou smlouvu v plném rozsahu.